# Fastboot
Fastboot mode або Bootloader (з англ. «режим завантажувача» або «Швидке завантаження») — інструмент, що використовується для модифікації та налаштування ОС Android. Він входить до складу програмного забезпечення для розробників. Завантажитися в режим завантажувача можна через ADB або ж через спеціальні програми. Є протоколом для розробників. Може перебувати у трьох станах: розблокований, заблокований, зашифрований.

## Основні функції
Основними функціями режиму FastBoot є доступ до «нутрощів» ОС. У Fastboot ви можете працювати з файлами і розділами пристрою, прошивати його, встановлювати додатки, розблокувати або блокувати OEM завантажувач.

## OEM Завантажувач
OEM Завантажувач є елементом Fastboot mode. Саме він завантажує пристрій і стежить за завантаженням операційної системи.

### Розблокування завантажувача
На сьогоднішній день розблокування завантажувача — найпопулярніша дія в Fastboot Mode. Після розблокування завантажувача можна встановити Root-права, кастомні прошивки, рекавері.

### Небезпека розблокованого Завантажувача
Якщо ви самі розблокуєте завантажувач, то можете втратити гарантію на ваш телефон. Хакери легко можуть обійти паролі, запустити вірус, заволодіти вашими даними (якщо не ввімкнено шифрування) або ж поставити іншу прошивку. У 2016 році Xiaomi починала блокувати завантажувачі на своїх пристроях. Для захисту завантажувача багато виробників зашифрували його. Код для розшифровки або неможливо отримати, або він генерується на сайті виробника.

## Вид Fastboot Mode
Здебільшого на пристроях, Fastboot завантажується тільки з написом Fastboot Mode. У разі змін у системі, може з'явитися попередження.

### Samsung
На пристроях Samsung Fastboot Mode пишеться як Download Mode (інша назва Odin Mode). Через цей режим можна встановлювати прошивки, рекавері тільки з програмою Odin. У режимі показується така інформація: назва продукту, яка прошивка стоїть (офіційна або кастомна), системний статус (офіційний або «кастомний»), FRP блокування, OEM блокування, безпечне встановлення, лічильник knox.

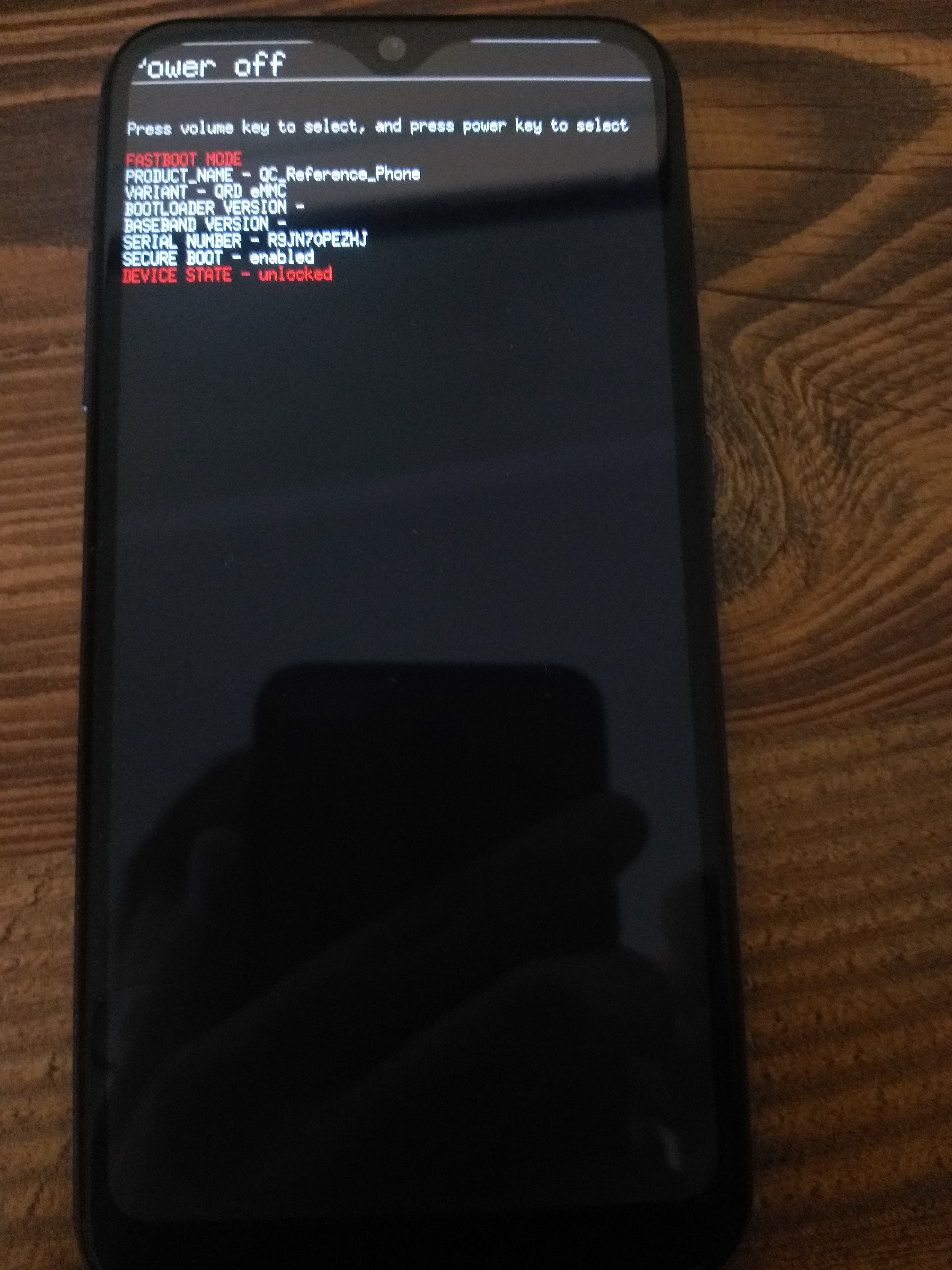
Samsung Galaxy M01 в режиме fastboot

У деяких телефонах замість Odin Mode є fastboot mode

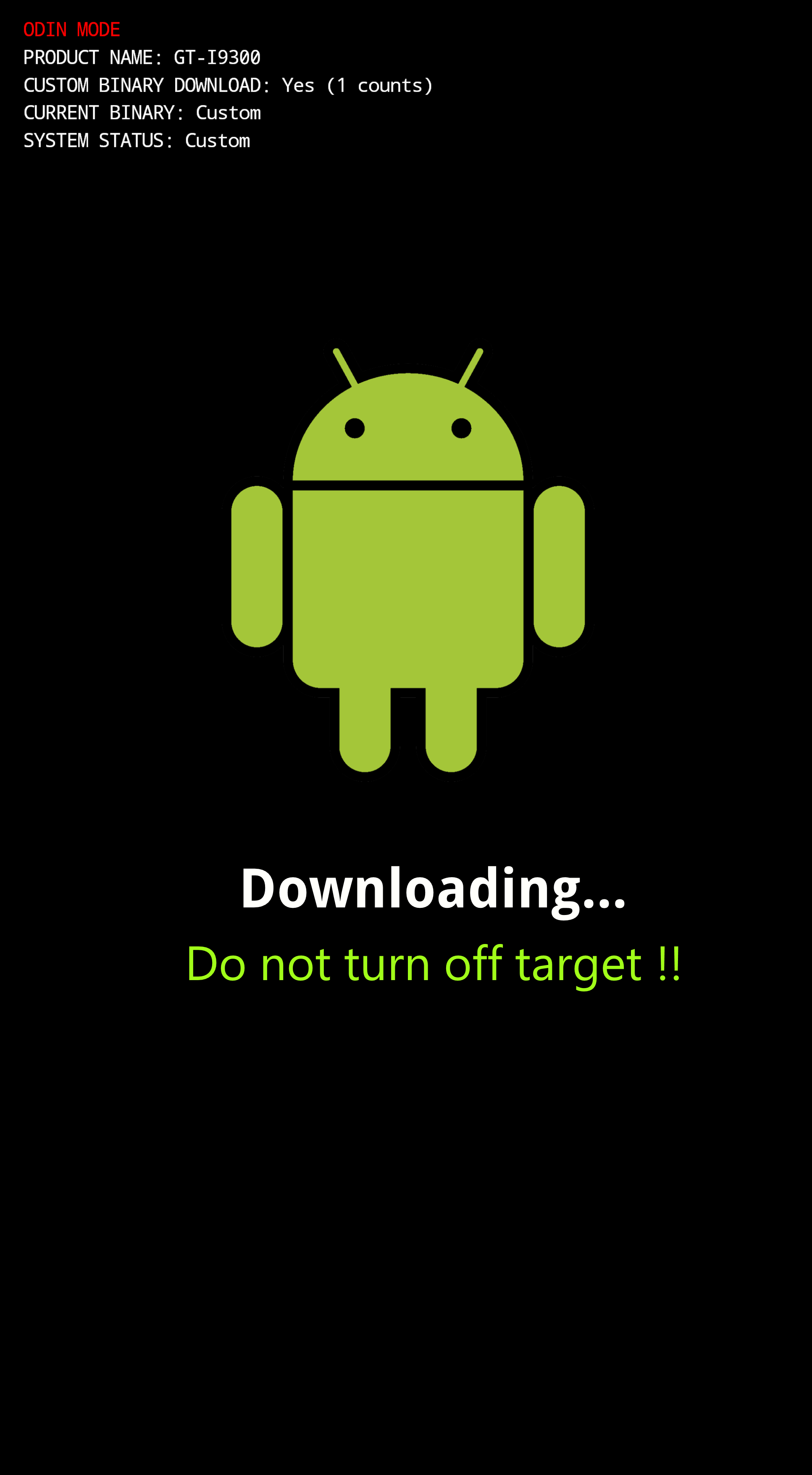
Samsung Galaxy S III в режиме Odin Mode

### LG
Fastboot Mode на пристроях LG може відрізнятися залежно від пристрою. Fastboot Mode (на деяких пристроях називається Download Mode) на пристроях LG працює тільки з програм, розроблених компанією LG

### NexusіGoogle Pixel
Як і на пристроях Samsung, Fastboot mode на пристроях Nexus і Google Pixel показує інформацію: Ім'я пристрою, варіант пристрою, версію завантажувача, серійний номер, увімкнено або вимкнено режим «Безпечне завантаження», Статус OEM завантажувача (locked або unlocked).

### Xiaomi
У телефонах Xiaomi до 2023 року показувався заяц в шапке ушанке, який лагодить робота Android, і напис Fastboot, а після 2023 року показувався виключно Fastboot.

## EDL
```
 
— це спеціальний режим на телефонах із процесором Qualcomm, схожий на Fastboot, але такий, що має деякі відмінності:
```

Можливість прошивки на телефоні із заблокованим завантажувачем'
EDL спочатку створювався для прошивки із заблокованим завантажувачем. Це рятувало при «цеглі» (неможливості завантаження, збої) телефону, і за допомогою цього режиму можна було повернути працездатність, незважаючи на заблокований завантажувач.
На екрані нічого не відображається
Багатьох людей це вводило в оману і здавалося що телефон не запущений. Однак це можна легко перевірити, подивившись підключені пристрої. «Сплячий» телефон відображатиметься як COM4. Це і є телефон у режимі EDL.
На пристроях Samsung'
EDL дає змогу прошивати пристрої Samsung, минаючи Odin. Це дає змогу робити відкат прошивки зі зниженням версії завантажувача.

### Методи входу в режим EDL
Перший метод: Підходить телефонам з розблокованим завантажувачем. Перезавантажуємося в режим Fastboot, підключаємо телефон до комп'ютера, в консолі на комп'ютері потрібно ввести: «fastboot oem edl». Готово, телефон у режимі EDL. Але якщо з'явиться повідомлення «device is locked, no edl!» (пристрій заблоковано, EDL недоступний!), отже, завантажувач заблоковано, і перший метод «не»"' підходить.
Другий метод: Працює на всіх телефонах незалежно від стану завантажувача. Для початку потрібно вилучити SIM-лоток (якщо такий є) і відкрити кришку. За наявності металевих пластин зверху зняти викруткою. Далі потрібно від'єднати шлейф акумулятора і замкнути контакти «test point» (дві жовті точки), позиції яких для всіх моделей різні, паралельно підключаючи телефон до комп'ютера. Якщо телефон не вібрує і не відображає логотип, а комп'ютер видає звук під'єднання пристрою, отже, телефон у режимі EDL і готовий до прошивки.